# Buková hora (Broumovská vrchovina)
Die Buková hora (deutsch Buche, auch Buchenberg) ist ein bewaldeter Berg im Nordwesten der Broumovská vrchovina (Braunauer Bergland) in Tschechien. Er liegt 300 m südlich der Staatsgrenze zu Polen auf der Gemarkungsgrenze zwischen Horní Teplice und Vernéřovice im Okres Náchod in Tschechien. 

## Geographie
Die Buková hora ist Teil einer Schichtrippe, die sich in Fortsetzung der Broumovské stěny (Falkengebirge) über den Höhenzug U Studánky (Braunische Lehne) nach Nordwesten erstreckt. Der sich nordwestlich des Berges fortsetzende Teil des Höhenzuges, die Mirošovské stěny (Oberwald), bilden die Grenze zu Polen. Im Norden erheben sich die Mirošovské stěny (Braunischgraben, 665 m n.m.), östlich die Lipowa (Lindenberg, 513 m n.p.m), im Südwesten die Lada (Heide, 623 m n.m.), westlich der Křížový vrch (Holsterberg, 667 m n.m.) und nordwestlich der Družstevní vrch (Rauchersberg, 613 m n.m.). 
Der vollständig bewaldete Gipfel der Buková hora gewährt keine Aussicht und ist nicht durch Wanderwege erschlossen; am nördlichen Fuße verläuft der Wanderweg (Gelbe Markierung) zwischen Zdoňov und Vernéřovice mit einem Abzweig zum Denkmal der Versöhnung über den Grenzpass, wo er sich mit dem polnischen Grenzweg (Grüne Markierung) zwischen Nowe Siodło und Łączna berührt. Nordöstlich des Berges befindet sich auf polnischem Gebiet am Waldrand ein Aussichtspunkt über das Steinetal, vom Denkmal der Versöhnung bietet sich ein Ausblick über das Mettautal zur Adersbach-Wekelsdorfer Felsenplatte und zum Křížový vrch, mit Fernsicht auch zur Schneekoppe.
Umliegende Ortschaften sind Golińsk (Göhlenau) im Norden, Starostín (Neusorge) und Meziměstí im Osten, Vernéřovice im Südosten, Nový Dvůr (Neuhof) und Horní Teplice (Ober Wekelsdorf) im Süden, Bučnice (Buchwaldsdorf) im Südwesten sowie Zdoňov im Nordwesten. 
Über die Buková hora erstreckt sich die Europäische Hauptwasserscheide zwischen Elbe und Oder. Gegen Nordosten und Osten fällt der Berg zum Tal der Stěnava/Ścinawka ab, der auch der am Südwestfuß der Buková hora entspringende Bach Vernéřovický potok zufließt. Westlich des Berges befindet sich die Quelle des Teplický potok; der Bach fließt ebenso wie die nordwestlich entspringende Bučnice der Metuje zu.

## Geschichte
Über den Pass nördlich des Gipfels führte früher ein Handelsweg aus dem Mettautal bei Buchwaldsdorf nach Göhlenau und Friedland in Schlesien, er kreuzte sich auf dem Pass mit einem Fahrweg zwischen Deutsch Wernersdorf und Merkelsdorf. Auf dem Pass befand sich ein Dreiherrenstein, der die Grenze zwischen den böhmischen Herrschaften Adersbach und Ober Wekelsdorf sowie der schlesischen Herrschaft Fürstenstein markierte.

### Massaker an der Buková hora
Nach dem Ende des Zweiten Weltkrieges wurde der Stabskapitän Václav Svoboda am 24. Juni 1945 mit seinen Soldaten nach Teplice nad Metují beordert, um die Ordnung und Sicherheit in der größtenteils von Sudetendeutschen bewohnten Gegend zu gewährleisten. Unmittelbar nach der Ankunft der Einheit begannen Terrormaßnahmen gegen die Zivilbevölkerung. Die Besitzer der als Unterkunft ausgewählten Villen wurden als angebliche Nationalsozialisten verhaftet und „auf der Flucht“ erschossen, ihre Familien wurden ins Landesinnere vertrieben. Zusammen mit dem Vorsitzenden des örtlichen Nationalausschusses Miroslav Rýdl organisierte Svoboda eine wilde Vertreibung aus der Tschechoslowakei. Ausgewählt wurden vor allem ältere Leute, Frauen und Kinder, die am 30. Juni 1945 der Einfachheit halber an der Buková hora über die Grenze nach Niederschlesien abgeschoben wurden. Dort wurde der Flüchtlingstreck von polnischen Milizen aufgehalten und zurück in die Tschechoslowakei geschickt. In der Nacht zum 1. Juli wurde der aus ca. 25 Personen bestehende Treck auf Anordnung von Svoboda und Rýdl erneut auf denselben Weg geschickt. Vor der Grenze an der Buková hora wurden elf Frauen, sechs Männer und vier Kinder von tschechoslowakischen Soldaten erschossen. Ein Kleinkind wurde mit einem Gewehrkolben erschlagen. Anschließend wurden die Opfer in drei Massengräbern verscharrt.
Nach einem Monat wurde Vaclav Svoboda auf Grund zahlreicher Terrormaßnahmen gegen die Zivilbevölkerung seines Amtes enthoben. Im Jahre 1947 begann auf Initiative der Familie einer bei dem Massaker irrtümlich ermordeten gebürtigen Tschechin eine Untersuchung des Verbrechens. Die Gebeine der insgesamt 23 Opfer wurden exhumiert und auf dem Friedhof von Vysoká Srbská beigesetzt. Nach dem Februarumsturz von 1948 wurde das Strafverfahren gegen Svoboda, Rýdl und Konsorten eingestellt.

### Gedenkstätte der Versöhnung
Auf Initiative der Teplicer Bürgermeisterin Věra Vítová, des Vorsitzenden des Vereins Tuž se, Broumovsko! Jan Piňos und des Vorsitzenden der INEX-SDA z.s. Petr Kulíšek wurde 2002 mit Unterstützung des Heimatkreises Braunau-Sudetenland e.V. am Fuße der Buková hora eine Gedenkstätte der Versöhnung angelegt. Geschaffen wurde sie vom Künstler Petr Honzátko aus Trutnov. 
Die Gedenkstätte besteht aus einer im Wald am Ort des Massakers aufgestellten Stele mit einer aus dem Stein ausgearbeiteten kreuzförmigen Blume und der zweisprachigen Inschrift Den Opfern des Unrechts▼, von der über 300 m ein stilisierter Kreuzweg mit 23 grob behauenen Steinen von 0,8 m Höhe nach Westen bis an den Waldrand führt. Dort befindet sich ein 4 m hohes Denkmal aus zwei eng nebeneinander stehenden Sandsteinblöcken ungleicher Höhe▼; der obere Teil des dazwischen liegenden Spalts wurde zur Silhouette eines darin eingezwängten Menschen ausgeweitet.
Die Gedenkstätte wurde am 15. September 2002 in Anwesenheit der Präsidenten des Senats und Parlaments sowie von Vertretern der Sudetendeutschen Landsmannschaft eingeweiht. Die Initiatoren des Denkmals wurden 2003 mit dem Franz-Werfel-Menschenrechtspreis geehrt.